# Plectorhinchus pictus
Plectorhinchus pictus es una especie de peces de la familia Haemulidae en el orden de los Perciformes.

## Morfología
• Los machos pueden llegar alcanzar los 83 cm de longitud total.

## Distribución geográfica
Se encuentra desde el Golfo Pérsico hasta Sri Lanka y China.